# Эльфат, Исмаил
Исмаил Эльфат (араб. اسماعيل الفتح‎; род. 3 марта 1982, Касабланка) — американский футбольный судья. Судья ФИФА с 2016 года.

## Карьера
Эльфат дебютировал в профессиональном футболе в 2009 году, когда судил матч между командами «Остин Ацтекс» и «Монреаль Импакт» во втором дивизионе Объединённой футбольной лиги. В его первой игре в высшей профессиональной лиге США в MLS также участвовал «Монреаль Импакт», а его соперниками в мае 2012 года были «Нью-Йорк Ред Буллз». На Турнире MLS is Back 2020 во время пандемии COVID-19 судил финал, который «Портленд Тимберс» выиграл у «Орландо Сити». По итогам сезона 2020 Эльфат был назван судьёй года в MLS. Ему было поручено судить финал Кубка MLS 2022 между «Лос-Анджелесом» и «Филадельфия Юнион» (окончательный счет 6:3 по пенальти). По итогам сезона 2022 он во второй раз удостоился звания судьи года в MLS.
Эльфат с 2016 года является судьёй ФИФА. Дебютировал на международной арене в сентябре 2016 года в групповом матче Лиги чемпионов КОНКАКАФ между панамским «Арабе Унидо» и мексиканским «Монтерреем». Эльфат отработал первый матч среди сборных в январе 2017 года между Бермудскими Островами и Канадой. В 2017 году ему доверили первый финальный матч Лиги КОНКАКАФ между гондурасской «Олимпией» и «Сантосом» из Гваделупы (окончательный счёт 0:1). Эльфат также работал на нескольких соревнованиях КОНКАКАФ. В 2019 году он был вызван ФИФА на чемпионат мира U-20 2019 в Польшу, где он провёл четыре матча, включая финал между Украиной и Южной Кореей. Сразу после этого он отправился судить матчи на Золотом кубке КОНКАКАФ 2019 года. Завершением того года стало его появление в полуфинале клубного чемпионата мира по футболу 2019 года между «Фламенго» и «Аль-Хилялем».
На Золотом кубке КОНКАКАФ 2021 года он отработал на матчах предварительного раунда. В том же году был направлен работать на мужской олимпийский турнир по футболу в Японию. Там он провёл три игры, включая четвертьфинал.
В мае 2022 года ФИФА назначила его одним из 36 главных судей чемпионата мира по футболу 2022 года в Катаре. Отработал на двух матчах группового этапа и одном поединке плей-офф. 
В мае 2024 года был отобран одним из главных судей для обслуживания матчей Кубка Америки по футболу, который состоится в июне-июле 2024 года на футбольных полях США. 

### Олимпийские игры 2020
| Стадия         | Дата         | Место    | Команда 1 | Команда 2      | Результат    |
| -------------- | ------------ | -------- | --------- | -------------- | ------------ |
| Групповой этап | 25 июля 2021 | Иокогама | Бразилия  | Кот-д’Ивуар    | 0:0 (0:0)    |
| Групповой этап | 28 июля 2021 | Сайтама  | Испания   | Аргентина      | 1:1 (0:0)    |
| Четвертьфинал  | 31 июля 2021 | Касима   | Япония    | Новая Зеландия | 0:0, пен.4:2 |

### Чемпионат мира 2022
| Стадия         | Дата           | Место                          | Команда 1  | Команда 2 | Результат              | Предупреждён | Red card | Пенальти       |
| -------------- | -------------- | ------------------------------ | ---------- | --------- | ---------------------- | ------------ | -------- | -------------- |
| Групповой этап | 24 ноября 2022 | Стадион 974, г.Доха            | Португалия | Гана      | 3:2 (0:0)              | 2 - 4        | 0 - 0    | 65′ (пен.) - 0 |
| Групповой этап | 2 декабря 2022 | Национальный стадион, г.Лусаил | Камерун    | Бразилия  | 1:0 (0:0)              | 3 - 2        | 1 - 0    | 0 - 0          |
| 1/8 финала     | 5 декабря 2022 | Эль-Джануб, г.Эль-Вакра        | Япония     | Хорватия  | 1:1 (1:0,1:1, пен 1:3) | 0 - 2        | 0 - 0    | 0 - 0          |

## Личная жизнь
Родившийся в Касабланке в Марокко, Эльфат переехал в Соединённые Штаты в возрасте 18 лет, получив Green Card. Сначала он работал официантом в отеле, а затем с 2001 по 2005 год изучал машиностроение в Техасском университете в Остине. Имеет степень магистра делового администрирования Университета штата Техас. Помимо судейской карьеры, он работает консультантом по информационным технологиям и продажам.
Эльфат — отец двоих детей, живёт в Остине.